# Stephen Newton Shoosmith
Stephen Newton Shoosmith, britanski general, * 1900, † 1956.